# Chicão (ur. 1962)
Chicão, właśc. Francisco Carlos Martins Vidal (ur. 4 września 1962 w Rio Brilhante) – piłkarz brazylijski, występujący na pozycji napastnika.

## Kariera klubowa
Zawodową karierę piłkarską Chicão rozpoczął w klubie Ponte Preta Campinas w 1978 roku. W Ponte Preta 23 stycznia 1983 w wygranym 3-1 wyjazdowym meczu z Campo Grande Rio de Janeiro Chicão zadebiutował w lidze brazylijskiej. Był to udany debiut, gdyż Chicão zdobył jedyną bramkę w meczu. W 1987 roku krótko występował w Santosie FC, skąd przeszedł do Coritiby. Z Coritibą zdobył mistrzostwo stanu Parana – Campeonato Paranaense w 1989 oraz był królem strzelców ligi stanowej w 1990 roku.
W latach 1990–1994 Chicão kolejno był zawodnikiem: Botafogo FR, Bragantino Bragança Paulista, Athletico Paranaense i Remo Belém. Z Remo zdobył mistrzostwo stanu Pará – Campeonato Paraense w 1994 roku. W 1995 roku był zawodnikiem Portuguesy São Paulo. W barwach Portuguesy Chicão wystąpił ostatni raz w lidze brazylijskiej 29 listopada 1995 w zremisowanym 0-0 meczu z Guarani FC. Ogółem w latach 1983–1995 w I lidze wystąpił w 108 meczach, w których strzelił 42 bramki. Karierę zakończył w Ituano Itu w 1996 roku.

## Kariera reprezentacyjna
Chicão występował w olimpijskiej reprezentacji Brazylii. W 1984 roku uczestniczył w Igrzyskach Olimpijskich w Los Angeles na których Brazylia zdobyła srebrny medal. Na turnieju Chicão wystąpił we wszystkich sześciu meczach reprezentacji Brazylii z Arabią Saudyjską, RFN, Marokiem, Kanadą, Włochami i w finale z Francją.